# Marta Skupilová
Marta Skupilová (Bratislava, Eslovaquia, 28 de marzo de 1938 - 25 de agosto de 2017) fue una nadadora especializada en pruebas de estilo mariposa que representó a Checoslovaquia. Fue medalla de bronce en 100 metros mariposa durante el Campeonato Europeo de Natación de 1958.

## Palmarés internacional
| Campeonato Europeo de Natación | Campeonato Europeo de Natación | Campeonato Europeo de Natación | Campeonato Europeo de Natación |
| Año                            | Lugar                          | Medalla                        | Prueba                         |
| ------------------------------ | ------------------------------ | ------------------------------ | ------------------------------ |
| 1958                           | Budapest (Hungría)             | Medalla de bronce              | 100 m mariposa                 |